# Al-Najma Club
Der al-Najma Club (arabisch نادي النجمة) ist ein Sportverein aus Manama im Bahrain. Der Verein hat eine Fußball-, Volleyball- und Handballabteilung. Die Fußballmannschaft spielt aktuell in der ersten Liga, der Bahraini Premier League. 

## Geschichte
Entstanden ist der Verein 2002, als die Vereine al-Hilal, al-Qadisiya und Ras al-Rumman zum al-Najma Club fusionierten.

## Fußball

### Geschichte
Der Verein wurde 2002 gegründet. Seine Fußballmannschaft spielt in der höchsten Liga des Landes, der Bahraini Premier League. Die größten Erfolge erzielte der Verein in der jüngeren Vergangenheit, man dreimal den Königspokal gewinnen konnte.

### Stadion
Seine Heimspiele trägt der Verein im 20.000 Zuschauer fassenden Madinat 'Isa Stadion aus.

### Erfolge
- Bahrainischer King's Cup-Sieger: 2006, 2007, 2018[1]
- Bahrainischer King's Cup-Finalist: 2008, 2009

- Bahrainischer FA-Cup-Finalist: 2007

- Bahrainischer Supercup-Sieger: 2007, 2008

## Handball

### Aktueller Kader
Kader für die Saison 2022/23
Torhüter
- 16  Hamad Shamlan
- 21  Mohamed Abdulhusain
- 23  Ali Anwar

Linksaußen
- 15 Adel Mohamed
- 89  Mahdi Saad

Rechtsaußen
- 27  Bilal Basham
- 33  Ali Ali

Linienspieler
- 3  Ali Eid
- 19  Mohamed Merza
- 28  Abdulla Abdulkarim
- 29  Ali Sayed Shubbar

Linke Verteidiger
- 13  Khaled Mohamed
- 66  Mahfoodh Komail
- 77  Ali Merza

Innenverteidiger
- 95  Mohamed Mohamed
- 99  Husain Al-Sayyad (c)

Rechte Verteidiger
- 8  Hassan Mirza
- 11  Neven Stjepanovic
- 9  Mohamed Abdulredha